# Jagodnja
Jagodnja je niža planina, sa najvišim tačkama Mačkov kamen (923 ) i Košutnja stopa (939 ). Sa najvišeg dela pruža se izvanredan i prostran pogled na Drinu i Republiku Srpsku. Diže se jugozapadno od Krupnja, a prostire između Drine (Zvorničkog jezera) na zapadu i jugu, Borske planine i Kržave na severu i rečice Uzovnice na jugu i istoku. Najpogodniji prilaz Jagodnji je od Krupnja, od kojeg vodi asfaltni put ka Mačkovom kamenu.
Mačkov kamen je bio poprište bitke u Prvom svetskom ratu, 1914, između srpske i austrougarske vojske.

## Literatura
- Мала енциклопедија Просвета (3 изд.). Београд: Просвета. 1985. ISBN 978-86-07-00001-2.
- Марковић, Јован Ђ. (1990). Енциклопедијски географски лексикон Југославије. Сарајево: Свјетлост. ISBN 978-86-01-02651-3.